# Dennis Tito
Dennis Anthony Tito (Queens, New York, 8 augustus 1940) is een Amerikaans ondernemer (oprichter van Wilshire Associates Inc.) die bekend werd als de eerste ruimtetoerist die zelf zijn reis betaalde.
Tito betaalde ongeveer 20 miljoen dollar voor zijn ticket. Vanaf 28 april 2001 bracht hij bijna acht dagen door in het internationaal ruimtestation ISS in een omloopbaan rond de Aarde, waar hij naar toe gebracht werd met Sojoez TM-32. Hij werd naar de Aarde teruggebracht door Sojoez TM-31 en werd daardoor de eerste Amerikaan die terugkeerde naar de Aarde in een Russisch ruimtevaartuig. Oorspronkelijk zou hij naar het Russische ruimtestation Mir gaan, maar dat kon niet meer doordat Mir een maand voor zijn reis in de dampkring van de Aarde werd teruggebracht. In 2021 boekte de toen 81-jarige Tito bij SpaceX een reis voor hem en zijn vrouw Akiko met een Starship om de Maan. De boeking werd op 12 oktober 2022 bekendgemaakt. Dit is de tweede geboekte commerciële bemande Starshipvlucht en de eerste die om de Maan zal gaan.